# ヤニナ・ウィックマイヤー
ヤニナ・ウィックマイヤー（Yanina Wickmayer, 1989年10月20日 - ）は、ベルギー・リール出身の女子プロテニス選手。これまでにWTAツアーでシングルス5勝、ダブルス2勝を挙げる。自己最高ランキングはシングルス12位、ダブルス71位。身長182cm、体重68kg。右利き、バックハンド・ストロークは両手打ち。

## 来歴
ウィックマイヤーは9歳の時から、友達と一緒に地元のテニスコートで練習を始めた。2004年にプロ入りし、2007年から女子テニス国別対抗戦・フェドカップのベルギー代表選手に選ばれる。2008年の全豪オープンから4大大会の予選会に挑戦し始め、同年の全仏オープンで初の本戦に出場する。同年6月の「エイゴン・クラシック」（イギリス・バーミンガム開催）で初の女子ツアーシングルス決勝に勝ち進んだが、この時はカテリナ・ボンダレンコ（ウクライナ）に6-7(7-9), 6-3, 6-7(4-7) で敗れて準優勝になった。続くウィンブルドンの1回戦で、ウィックマイヤーは日本の杉山愛に 4-6, 2-6 で敗れた。
2009年5月、ウィックマイヤーはポルトガルの「エストリル・オープン」決勝でエカテリーナ・マカロワ（ロシア）を 7-5, 6-2 で破り、女子ツアー初優勝を挙げた。同年の全米オープンで、彼女は初めて女子シングルスのベスト4進出を決める。1回戦で第16シードのビルジニ・ラザノ（フランス）を破ると、そこから波に乗って勝ち進んだ。初めての準決勝では、第9シードのキャロライン・ウォズニアッキ（デンマーク）に 3-6, 3-6 で敗れた。この活躍により、ヤニナ・ウィックマイヤーのシングルスランキングは22位に急上昇した。
しかし、11月世界アンチ・ドーピング機関に3度の居場所確認を怠ったとして1年間の出場停止処分を言い渡された。ウィックマイヤーはオンライン通信が不調だったと主張、ベルギーの裁判所が処分差し止めを命じ、出場停止処分は解除された。
2010年1月のニュージーランド・オークランド大会でフラビア・ペンネッタ（イタリア）を 6–3, 6–2 で破りツアー3勝目を挙げた。ドーピング騒動で予選からの出場を余儀なくされた全豪オープンでも、ウィックマイヤーは4回戦まで勝ち進んだ。初進出の4回戦では、同じベルギーの先輩選手ジュスティーヌ・エナンに 6-7(3-7), 6-1, 3-6 で敗れた。
2011年はオークランド大会の決勝でグレタ・アルン（ハンガリー）に 3–6, 3–6 で敗れ2連覇を逃した。ウィンブルドンでは初めてとなる4回戦に進出し、優勝したペトラ・クビトバ（チェコ）に 0-6, 2-6 で完敗した。
2012年のロンドン五輪でオリンピックに初出場した。シングルス2回戦でデンマークのキャロライン・ウォズニアッキに 4-6, 6–3, 3-6 で敗れた。
2013年10月のBGLルクセンブルク・オープンではシュテファニー・フォクトと組んだダブルスで優勝し初のダブルスタイトルを獲得した。
2015年9月のジャパン女子オープンテニスでは決勝でマグダ・リネッテを 4-6, 6–3, 6-3 で破り5年ぶりのツアー4勝目を挙げた。

## WTAツアー決勝進出結果

### シングルス: 11回 (5勝6敗)
| 大会グレード          | 大会グレード                 |
| 2008年以前            | 2009年以後                   |
| --------------------- | ---------------------------- |
| グランドスラム (0–0)  |                              |
| WTAファイナルズ (0–0) |                              |
| ティア I (0–0)        | プレミア・マンダトリー (0-0) |
| ティア I (0–0)        | プレミア5 (0-0)              |
| ティア II (0–0)       | プレミア (0–0)               |
| ティア III (0–1)      | インターナショナル (5–5)     |
| ティア IV ＆ V (0–0)  | インターナショナル (5–5)     |

| 結果   | No. | 決勝日         | 大会               | サーフェス    | 対戦相手                     | スコア              |
| ------ | --- | -------------- | ------------------ | ------------- | ---------------------------- | ------------------- |
| 準優勝 | 1.  | 2008年6月9日   | バーミンガム       | 芝            | カテリナ・ボンダレンコ       | 6–7(7), 6–3, 6–7(4) |
| 優勝   | 1.  | 2009年5月8日   | エストリル         | クレー        | エカテリーナ・マカロワ       | 7–5, 6–2            |
| 準優勝 | 2.  | 2009年6月20日  | スヘルトーヘンボス | 芝            | タマリネ・タナスガーン       | 3–6, 5–7            |
| 優勝   | 2.  | 2009年10月18日 | リンツ             | ハード (室内) | ペトラ・クビトバ             | 6–3, 6–4            |
| 優勝   | 3.  | 2010年1月9日   | オークランド       | ハード        | フラビア・ペンネッタ         | 6–3, 6–2            |
| 準優勝 | 3.  | 2011年1月8日   | オークランド       | ハード        | グレタ・アルン               | 3–6, 3–6            |
| 準優勝 | 4.  | 2012年1月14日  | ホバート           | ハード        | モナ・バルテル               | 1–6, 2–6            |
| 準優勝 | 5.  | 2012年6月17日  | バートガシュタイン | クレー        | アリーゼ・コルネ             | 5–7, 6–7(1)         |
| 準優勝 | 6.  | 2013年1月5日   | オークランド       | ハード        | アグニエシュカ・ラドワンスカ | 4–6, 4–6            |
| 優勝   | 4.  | 2015年9月20日  | 東京               | ハード        | マグダ・リネッテ             | 4-6, 6–3, 6-3       |
| 優勝   | 5.  | 2016年7月24日  | ワシントンD.C.     | ハード        | ローレン・デービス           | 6–4, 6–2            |

### ダブルス: 4回 (2勝2敗)
| 結果   | No. | 決勝日         | 大会               | サーフェス    | パートナー               | 対戦相手                              | スコア            |
| ------ | --- | -------------- | ------------------ | ------------- | ------------------------ | ------------------------------------- | ----------------- |
| 準優勝 | 1.  | 2009年6月19日  | スヘルトーヘンボス | 芝            | ミハエラ・クライチェク   | サラ・エラニ フラビア・ペンネッタ     | 4–6, 7–5, [11–13] |
| 優勝   | 1.  | 2013年10月20日 | ルクセンブルク     | ハード (室内) | シュテファニー・フォクト | クリスティナ・バロイス ローラ・ソープ | 7–6(2), 6–4       |
| 優勝   | 2.  | 2016年7月23日  | ワシントンD.C.     | ハード        | モニカ・ニクレスク       | 青山修子 尾﨑里紗                     | 6–4, 6–3          |
| 準優勝 | 2.  | 2019年9月15日  | 鄭州               | ハード        | タマラ・ジダンセク       | ニコール・メリヒャル クベタ・ペシュケ | 1–6, 6–7(2)       |

## 4大大会シングルス成績
略語の説明
| W | F | SF | QF | #R | RR | Q# | LQ | A | Z# | PO | G | S | B | NMS | P | NH |

W=優勝, F=準優勝, SF=ベスト4, QF=ベスト8, #R=#回戦敗退, RR=ラウンドロビン敗退, Q#=予選#回戦敗退, LQ=予選敗退, A=大会不参加, Z#=デビスカップ/BJKカップ地域ゾーン, PO=デビスカップ/BJKカッププレーオフ, G=オリンピック金メダル, S=オリンピック銀メダル, B=オリンピック銅メダル, NMS=マスターズシリーズから降格, P=開催延期, NH=開催なし.
| 大会           | 2008 | 2009 | 2010 | 2011 | 2012 | 2013 | 2014 | 2015 | 2016 | 2017 | 2018 | 2019 | 2020 | 通算成績 |
| -------------- | ---- | ---- | ---- | ---- | ---- | ---- | ---- | ---- | ---- | ---- | ---- | ---- | ---- | -------- |
| 全豪オープン   | LQ   | 1R   | 4R   | 2R   | 1R   | 3R   | 2R   | 4R   | 1R   | 1R   | LQ   | LQ   | LQ   | 10–9     |
| 全仏オープン   | 1R   | 2R   | 3R   | 3R   | 1R   | 1R   | 2R   | 1R   | 3R   | 1R   | 1R   | LQ   |      | 8–11     |
| ウィンブルドン | 1R   | 1R   | 3R   | 4R   | 3R   | 1R   | 2R   | 1R   | 1R   | 2R   | 3R   | 2R   |      | 12–12    |
| 全米オープン   | 1R   | SF   | 4R   | 2R   | 2R   | 1R   | 1R   | 2R   | 1R   | 2R   | 1R   | LQ   |      | 12–11    |